# Língua soguediana
Soguediano ou sogdiano foi uma língua iraniana média, falada em Soguediana, no vale do rio Zarafexã, no que hoje em dia são o Tadjiquistão e o Uzbequistão.
O soguediano é uma das mais importantes línguas iranianas, junto com o persa médio e o parto, e possui um amplo corpus literário. Pertence ao ramo norte-oriental das línguas iranianas, e ainda que não exista evidência direta de um antigo soguediano, se crê, por alusões epigráficas em antigo persa que pôde existir desde a época aquemênida. Sua gramática e morfologia são mais conservadoras que as do persa médio.
Durante a dinastia Tangue, o soguediano foi a língua franca ao longo da Rota da Seda, e sua importância política e econômica garantiu sua sobrevivência até o século IX depois de Cristo, ao mesmo tempo em que muitas palavras deste idioma entraram no persa moderno, ao escrever-se muitas obras persas durante a época samânida em Soguediana.
Diversos documentos cristãos e maniqueus, achados em Turfã encontram-se escritos em soguediano. Um dialeto do soguediano, o iaguenobi tem chegado até a atualidade, nas montanhas do Tadjiquistão.